# إريك ديكسون
إريك ديكسون (بالإنجليزية: Eric Dixon)‏ هو عازف جاز أمريكي، ولد في 28 مارس 1930 في نيويورك في الولايات المتحدة، وتوفي بنفس المكان في 19 أكتوبر 1989.

## وصلات خارجية
- إريك ديكسون على موقع ميوزك برينز (الإنجليزية)
- إريك ديكسون على موقع أول ميوزيك (الإنجليزية)
- إريك ديكسون على موقع ديسكوغز (الإنجليزية)